# きょうのニュース&スポーツ
『きょうのニュース&スポーツ』（ きょうのニュースアンドスポーツ ）は、2007年4月2日から2010年3月26日（正確には、2010年3月27日）までNHK総合テレビジョンで放送されていた平日深夜の報道番組。通称および24時以降のタイトルは『ニュース&スポーツ』、略称は「N&S」。テーマ音楽は五木田岳彦。
一応、“きょうの”と名乗ってはいるものの、オープニングのタイトルロゴCGの表示とキャスター挨拶の際にしか使われない為、『ニュース&スポーツ』が実質のタイトルとなっていた。新聞表記は『N&スポ』など。民放局で「ニュース&スポーツ」を名乗る番組とは特に関係ない。

## 概要
2006年4月3日から2007年3月30日まで放送していた『スポーツ&ニュース』（23:30 - 23:55）と内包しているニュース解説『時論公論』、およびローカルニュース（23:55 - 24:00）と午前1時のニュース（1:00 - 1:10）が改編対象となり、これらを統合させて開始。『スポーツ&ニュース』はニュースとスポーツニュースを十分に伝えるには15分では足りない事があった。また編成の関係で、午前1時の10分間ニュースを1時間繰り上げて、『スポーツ&ニュース』から続けて放送したこともあった。
視聴率は民放の23時台のニュース番組に大きく水をあけられ続けたため、2009年度（最終回は2010年3月26日 - 27日）で放送を終了した。『NEWS23』（TBS系）もこの日に終了している。最終回は藤井キャスターから「ニュース&スポーツは今回で最終回となります。長い間ご覧頂きありがとうございました」と挨拶があった。
後継となる新番組は『Bizスポ』および『Bizスポワイド』、経済ニュースとスポーツニュースを放送。それ以外はローカルニュース（22:50 - 22:55）、『時論公論』（23:50 - 24:00）、ニュース（0:00 - 0:15）と分離・独立させた。
NHK総合において、放送日（4:20から24時間）の最終ニュース。NHKで初めて日をまたぐ報道番組となった。

## 放送時間
- 総合テレビ　月曜日 - 金曜日　23:30 - 翌日0:10 （JST）
  - 海外でもNHKワールドを通じて放送されるが、前番組の『スポーツ&ニュース』と同様、NHKワールド・プレミアムのみの放送となり、NHKワールドTVでは放送されない。なお、NHKワールド・プレミアムは2008年9月29日よりノンスクランブル放送（1日あたり5時間程度）を開始するものの、この番組はノンスクランブル放送の対象にはなっておらず、海外での一般視聴者による直接受信での視聴は不可能。
  - 2010年バンクーバーオリンピック期間中は後に放送されるバンクーバーオリンピックハイライト（国際放送独自制作・5分間）でノンスクランブル放送を行う関係上、本番組もノンスクランブル放送となった（0時台での時差放送。3月2日放送分は国内同時放送だったが、「時論公論」が終了したところで途中飛び降りとなった）。

### 放送時間の延長・短縮
重大な事件・事故などのような場合、上記時間よりも大幅に延長されることもある。21時台の『ニュースウオッチ9』が23時まで延長放送され、そのまま続けて『ニュース&スポーツ』に引き継いだ場合、『NHKニュース』として放送される。
一方で短縮されることもある。2007年の参議院議員通常選挙には政見放送が実施されたため変則放送（2009年の衆議院議員総選挙時は23時台前半の番組のみをカットして政見放送をしたためこの番組への影響は無かった）、2009年10月2日は2016年夏季オリンピック開催地を決めるIOC総会の模様を生中継するため23:50（関東・甲信越では事実上23:45）で打ち切られた。また2009年10月6日は台風18号関連ニュースの影響で23:45開始となった（ただしローカルニュースからの開始となったため23:50に関東・甲信越以外の地域向けに簡易のOPが設けられた）。
主な事例
- 2007年7月16日から7月26日までは、第21回参議院議員選挙比例代表の政見放送が23:05から24時までの間に行われるための処置として、22:50（16日は祝日編成のため22:55）から23:05までの枠で、ニュース解説「時論公論」を除いた第1部を集約してこの番組を放送し、翌日0時から0:10には『NHKニュース』として、通常で言えば第2部に相当する部分を放送。その後の0:10から0:20（7月16日と17日のみ0:20から0:30）までの枠に「時論・公論」を単独番組として放送した。
- 2007年9月6日と9月7日は、世界体操競技選手権のため、翌日0時から『ニュース&スポーツ』として放送された。ただ6日は、台風9号のニュースのため、世界体操競技選手権は教育テレビでの放送に変更され、総合テレビでは23時から1時間『NHKニュース』として伝えられた後、この番組はローカルニュース込みで7日午前0時から25分間の短縮版で放送。その後も午前1時まで『NHKニュース』として放送され、野村・檜山が続けて出演した。
- 2008年3月28日と31日はNHK予算審議の録画時差中継のため放送が休止。ただ、野村は3月28日、金子は31日の当番組休止に伴う振り替えの定時ニュース（23:30から23:40）にはそれぞれ出演していた。
- 2008年8月8日から8月22日までは、北京オリンピックの特別編成のため、翌日0時（0時過ぎの場合もある）から『NHKニュース』として放送。NHKワールド・プレミアムは放送権の都合上、オリンピック関連をはじめ、放送できないものをあらかじめカットした時差放送で1:00 - 1:20に短縮（8月11日は「時論公論」のみ放送）。また、通常『ニュース&スポーツ』を放送していないNHKワールドTVでも同じく1:00 - 1:20（8月11日は除く）と2:00 - 2:20にそれぞれ放送（番組表上では「ニュース・気象情報・時論公論」）。このためNHKワールドTVで「時論公論」が放送されるのは2006年の番組開始以来初めてとなる。なおこの間金子と佐藤気象予報士は夏休みを取らず、振替となった通常ニュースを担当した。
- 2008年9月1日は福田康夫首相辞任表明関連ニュースのため『ニュースウオッチ9』が急遽23:00まで拡大され、その後も23:00 - 23:55・翌0:00 - 0:20に『NHKニュース』として福田首相辞任関連ニュースを伝えたため、実質休止となった（後者では福田首相辞任関連以外の一般ニュースや気象情報も伝えた）。ローカルニュースは23:55 - 翌0:00、『時論・公論』は翌日0:20 - 0:30にそれぞれ単独番組扱いで放送した。
- 2008年10月15日はNHKワールド・プレミアムでは15分遅れの時差放送（23:45 - 0:20）となった。これは前時間に放送される「プロフェッショナル仕事の流儀」（総合テレビ10月14日放送分）がこの日、通常45分間の放送（22:45 - 23:30）が1時間に拡大（22:45 - 23:45）されたためである（番組編成の関係上）。
- 2008年10月22日はNHKワールド・プレミアムでは23:35 - 0:10の放送だが、23:35 - 23:50までは5分遅れの時差放送。23：50〜0：10は国内同時放送というこれまでにない変則的な放送となった（関東甲信越地方のローカルニュースは休止）。これは前時間に放送されるNHKスペシャル「メガヒットの秘密〜20年目のB'z」（22:45 - 23:35）の放送があるためである（番組編成の関係上）。

## 出演者
- いずれもメインキャスターはNHKアナウンサー、気象キャスターは気象予報士。

| 年度 | メインキャスター | 気象キャスター |
| --- | ---------------- | -------------- |
| 2007 | 野村正育1・2     | 高田斉3        |
| 2008 | 金子哲也1・2     | 佐藤公俊3      |
| 2009 | 藤井彩子2        | 佐藤公俊3      |
| - 1 19:58の『気象情報』を兼務。 - 2 『ニュースウオッチ9』ニュースリーダーを兼務。 - 3 『首都圏ニュース845』気象情報を兼務。 |                  |                |

- メインキャスターは番組終了後も『NHKニュースおはよう日本』の早朝帯キャスターと途中で交替するまで緊急報道に備え待機する。

出演者の代行
- 番組開始当初2日間は野村が進行をしたが、声帯を嗄らすなどの体調不良のため、ニュースリーダーは内藤啓史が担当した（それまでの最終版ニュースは宿直勤務のアナウンサーが担当していた）。3日目の2007年4月4日から6日は、寺澤敏行が代行を務め、4月9日から野村が復帰した。
- 2007年、8月20日から31日はメインの野村が夏休みに伴い横尾泰輔が、9月3日から7日は気象の高田が夏休みに伴い檜山靖洋がそれぞれ代行を務めた。
- 2008年、メイン金子の夏休みに伴う代行は9月1日は前任の野村が、2日から12日は上岡亮が務めた。9月1日は午後9時に福田康夫内閣総理大臣辞任の一報が入り、N&Sは臨時の『NHKニュース』として放送され、時論公論は24:20 - 24:30に時間変更して放送した。気象情報は8月25日から29日は前任の高田が、9月1日から5日は『ニュースウオッチ9』担当の気象予報士の平井信行が佐藤の代行を務めた。
- 2009年、8月31日から9月11日は気象の佐藤が夏休みに伴い平井信行が、9月7日から18日はメインの藤井が夏休みに伴い豊原謙二郎ががそれぞれ代行を務めた。

## 番組の流れ
通常は、下記の通り進行されるが、大きなニュースなどで変更の場合がある。
パート1
- 23:30 オープニング
- 主な項目（3項目）

放送内容を紹介（ニュースとスポーツ、「時論・公論」）。気象キャスターが気象情報について簡単に触れる。項目の順番は、コーナー実施順（2007年9月12日など）。
- 主なニュース2 - 3項目
- スポーツニュース

ナレーターは『ニュースウオッチ9』スポーツコーナーのナレーターが兼務。一部事前にメインキャスターが録音して原稿を読む場合もある。
スポーツにまつわる特集が放送されることもある。
- フラッシュニュース

ニュースを5項目表示し、その中から幾つか短く伝える。
- 23:45 ローカルニュース・気象情報

前番組とは違い、ローカルに入る前の予告コメントがない。フラッシュニュースの時間が無い場合には、「この後は、お近く（各地）の放送局からお伝えします」というコメントがある（このコメントは、2007年4月23日の放送が最初）。
NHKワールド・プレミアム、モバイル.n（モバイル放送）においては関東甲信越地方のニュース・気象情報を差し替え無しでそのまま放送。関東甲信越地方の場合はニュースはメインキャスター、気象情報は気象キャスターがそれぞれ担当。その他の地方ではニュース・気象情報とも各地域の拠点局の泊まり勤務担当のアナウンサーが担当する。
- 23:50 時論公論

NHK解説委員が日替わりで出演。1人で担当するが、数名が出演することもある。「あらまし」のあとに本編。放送時間・形態の変更などは時論公論#単独番組時の概要を参照。本編終了後、コーナーエンディングBGMをバックに東京都心の天気カメラ映像が流れ、画面右下に『ニュース&スポーツ（番組ロゴ）』と表示される。
パート2
- 24:00（翌日0:00）主なニュース（5項目）

24時（翌日0時）を回ったところでメインキャスターが「日付変わって○月○日○曜日、午前0時になりました」と言ったのに続き、主要ニュース5項目を短く伝える。項目紹介の際にBGMが流れるが2008年4月中旬ごろに廃止され、各項目に移る度にSE（項目全体が表示される時と同じもの）が流れるようになった。
- ニュース

その他の最新ニュースを伝える。
- 成立した法律

気象情報の前に、国会で前日に成立した法律とその概要を伝える。
- 気象情報

気象キャスターが全国の天気を伝える。台風など重要な時は23時台にも放送。
最後にその日の予報の“ワンポイント”として、キーワードを伝えた（最後にCGで巻き物が開き、ポイントが表示される）。途中、平成19年台風第4号接近と、参院選の政見放送を挟んだ辺りから、天気解説の中で自然にポイントを伝えるようになったため、“ワンポイント”に関しては一旦取りやめられていた。8月7日（日付上は8月8日）に再度行われるようになったが、翌8日（日付上は8月9日）は行われなかったため、やったりやらなかったりすることがある。佐藤就任後は行われなくなった。
- 為替、株価指標・エンディング

為替・株価指標を伝えた後、メインキャスターが「『ニュース&スポーツ』、これで失礼します」と締めの挨拶を言ったのに続いて、東京都内の天気カメラ映像をバックにエンドクレジットを表示して終了する。